# Маслозаправляч
Маслозаправляч, оливозаправляч (рос. маслозаправщик; англ. oil (-servicing) truck; нім. Öltanker m) — устатковання, яке змонтовано на базі вантажного автомобіля, виконує заправно-змащувальні роботи на верстатах-гойдалках, а також на іншій техніці, що експлуатується на нафтопромислах.
Маслозаправляч МЗ-4310ВГ змонтовано на базі автомобіля КамАЗ-4310. Він складається з шасі автомобіля, цистерни для чистого і відпрацьованого масла (оливи) та промивної рідини, системи збирання відпрацьованого масла, системи для підігрівання чистого масла, системи для видавання та підігрівання солідолу, кабіни керування спецобладнанням, електрообладнання та контрольно-вимірювальних приладів, комплекту інструментів та приладів. Масло в цистерні нагрівається теплом випускних газів автомобіля, які проходять всередині цистерни по трубчастому підігрівачу. Система видавання масла і промивної рідини складається з шестеренчастого насоса Ш40-6, трубопроводів, кранів, магнітного фільтра, приймально-роздавальних рукавів і призначена для наповнення цистерни чистим маслом або дизельним пальним, а також для їх подавання. Система видавання та підігрівання солідолу складається з пневматичного солідолонагнітача типу СР-ПБ-СХ.
Технічна характеристика маслозаправляча МЗ-4310ВГ: номінальне подавання, дм3/хв: під час видавання чистого масла — 80; під час збирання відпрацьованого масла — 50; номінальна місткість — 50 м³; місткість, м3: для чистого масла — 3,8; для відпрацьованого масла — 2,8; для промивної рідини — 0,6; об'єм повітряно-вакуумного бака — 0,2 м³; трубопровід для всмоктування відпрацьованого масла і подавання свіжого: довжина — 5 м; висота підняття від землі — 5 м; кут повороту в обидва боки — 180°; помпа: шестеренчаста Ш40-6; подавання за коефіцієнта в'язкості 0,75 см2/с — 5 дм³/с; тиск на виході помпи — 0,6 МПа; компресор у режимі вакуумпомпи — ВР 7,5/60%-2,2; робочий тиск — 0,22 МПа; розрідження (робоче) — 0,06 МПа; солідолонагнітач пневматичний — СР-ПБ-СХ; об'єм солідолу — 20 дм³; підігрівання масла і солідолу — від випускної системи автомобіля; температура масла — 50 °С; габаритні розміри — 7650х2500х3200 мм; маса маслозаправляча, т: без вантажу — 10,59; з вантажем — 14,71.